# Shoma Uno
Shoma Uno (Japans: 宇野 昌磨, Uno Shōma) (Nagoya, 17 december 1997) is een Japans kunstschaatser.
Als eerste kunstschaatser sprong Uno in 2016, bij een internationale wedstrijd, een viervoudige flip. Hij vertegenwoordigde zijn vaderland op de Olympische Winterspelen 2018 in Pyeongchang. Hier won hij zilver bij de mannen en werd hij vijfde met het team. Op de Olympische Winterspelen 2022 in Beijing veroverde hij een zilveren medaille met het team en een bronzen medaille bij de mannen. Hij is de wereldkampioen van 2022 en 2023.

## Biografie
Uno begon op vijfjarige leeftijd met kunstschaatsen, nadat hij met zijn vader een ijsbaan had bezocht. Hij komt uit Nagoya, waar ook kunstschaatskampioenen Midori Ito, Miki Ando en Mao Asada hun wortels hebben liggen. Toen Uno begon met de sport, trainde Asada daar nog. Een van zijn eerste herinneringen is dat hij haar achtervolgde op het ijs. Zijn voorbeeld is Daisuke Takahashi.
Hoewel talentvol - hij won in 2012 zilver bij de jongens en goud bij het gemengd landenteam op de Olympische Jeugdwinterspelen in Innsbruck - speelde Uno tot 2015 geen rol van betekenis bij de internationale kunstschaatscompetitie. Zo eindigde hij bij zijn eerste drie deelnames aan de WK junioren ver buiten het podium (10e in 2012, 7e in 2013 en 5e in 2014) en behaalde hij tot dan toe geen enkele nationale titel. In december 2014 beleefde Uno, toen Japans kampioen bij de junioren, met de winst van de Junior Grand Prix-finale echter zijn grote doorbraak. De prijs werd gevolgd door zilver bij de NK voor senioren en de wereldtitel bij de junioren.
Uno maakte in februari 2015 zijn internationale seniorendebuut op de viercontinentenkampioenschappen, waar hij vijfde werd. Het seizoen erna maakte hij indruk door als eerste kunstschaatser bij een internationale wedstrijd een viervoudige flip te springen. Hij werd vierde bij de 4CK in 2016 en veroverde brons en zilver bij hetzelfde evenement in 2017 en in 2018. Bij de WK in 2016 werd hij zevende, in 2017 won hij de zilveren medaille. Hij vertegenwoordigde in 2018 zijn vaderland op de Olympische Winterspelen in Pyeongchang. Hier won hij zilver bij de mannen en werd hij vijfde met het team. Op het WK 2018 behaalde hij ook het zilver, evenals op het 4CK van dit seizoen. In het seizoen 2018/19 won hij het 4CK en werd vierde op het WK. Ook op het WK van 2021 werd hij vierde. In 2022 behaalde hij zijn eerste wereldtitel op het WK in Montpellier. In 2023 in Saitama (Japan) prolongeerde hij zijn titel. Op het WK van 2024 in Montreal werd hij vierde.
Als senior stond hij bij de nationale kampioenschappen tien opeenvolgende jaren op het erepodium, van 2017-2020 en in 2022 en 2023 werd hij eerste, in 2014, 2015, 2016 en 2021 tweede.

## Persoonlijke records
| records             | punten | datum      | toernooi       |
| ------------------- | ------ | ---------- | -------------- |
| Hoogste totaalscore | 312.48 | 26-03-2022 | WK Montpellier |
| Hoogste korte kür   | 109.63 | 24-03-2022 | WK Montpellier |
| Hoogste lange kür   | 202.85 | 26-03-2022 | WK Montpellier |

## Belangrijke resultaten
| Kampioenschap                                                                | 09/10 | 10/11 | 11/12    | 12/13  | 13/14  | 14/15  | 15/16                | 16/17                | 17/18                | 18/19                | 19/20                | 20/21                | 21/22                | 22/23                | 23/24                | 24/25                |
| ---------------------------------------------------------------------------- | ----- | ----- | -------- | ------ | ------ | ------ | -------------------- | -------------------- | -------------------- | -------------------- | -------------------- | -------------------- | -------------------- | -------------------- | -------------------- | -------------------- |
| Olympische Spelen                                                            |       |       |          |        |        |        |                      |                      | · 5e (team)          |                      |                      |                      | · (team)             |                      |                      |                      |
| Wereldkampioenschap                                                          |       |       |          |        |        |        | 7e                   | Zilver               | Zilver               | 4e                   | *                    | 4e                   | Goud                 | Goud                 | 4e                   |                      |
| Viercontinentenkampioenschap                                                 |       |       |          |        |        | 5e     | 4e                   | Brons                | Zilver               | Goud                 | t.z.t.               | *                    |                      |                      |                      |                      |
| Aziatische Spelen                                                            |       |       |          |        |        |        |                      | Goud                 |                      |                      |                      |                      |                      |                      |                      |                      |
| Grand Prix-finale                                                            |       |       |          |        |        |        | Brons                | Brons                | Zilver               | Zilver               |                      |                      | *                    | Goud                 | Zilver               |                      |
| Nationaal kampioenschap                                                      |       |       | 9e       | 11e    | 7e     | Zilver | Zilver               | Goud                 | Goud                 | Goud                 | Goud                 | Zilver               | Zilver               | Goud                 | Goud                 |                      |
| Olympische Jeugdspelen                                                       |       |       | · (team) |        |        |        | niet startgerechtigd | niet startgerechtigd | niet startgerechtigd | niet startgerechtigd | niet startgerechtigd | niet startgerechtigd | niet startgerechtigd | niet startgerechtigd | niet startgerechtigd | niet startgerechtigd |
| WK junioren                                                                  |       |       | 10e      | 7e     | 5e     | Goud   | niet startgerechtigd | niet startgerechtigd | niet startgerechtigd | niet startgerechtigd | niet startgerechtigd | niet startgerechtigd | niet startgerechtigd | niet startgerechtigd | niet startgerechtigd | niet startgerechtigd |
| Junior Grand Prix-finale                                                     |       |       |          |        |        | Goud   | niet startgerechtigd | niet startgerechtigd | niet startgerechtigd | niet startgerechtigd | niet startgerechtigd | niet startgerechtigd | niet startgerechtigd | niet startgerechtigd | niet startgerechtigd | niet startgerechtigd |
| NK junioren                                                                  | Brons | 4e    | 5e       | Zilver | Zilver | Goud   | niet startgerechtigd | niet startgerechtigd | niet startgerechtigd | niet startgerechtigd | niet startgerechtigd | niet startgerechtigd | niet startgerechtigd | niet startgerechtigd | niet startgerechtigd | niet startgerechtigd |
| t.z.t. = trok zich terug / * Afgelast naar aanleiding van de coronapandemie. |       |       |          |        |        |        |                      |                      |                      |                      |                      |                      |                      |                      |                      |                      |

- Bibliotheek van het Japanse parlement: 001308407
- Virtual International Authority File: 5244154592517143370006